# Rod Sellers
Pour les articles homonymes, voir Rod et Sellers.
Rod Sellers, né le 7 août 1970 à Florence en Caroline du Sud, est un joueur américain de basket-ball, évoluant au poste de pivot.

## Biographie
Il perd son père à l'âge de 12 ans et a un frère, âgé d'un an de plus. Sellers choisit son université, l'université du Connecticut, pour qu'elle soit proche de celle où évolue son frère.
Avec les UConn Huskies, il effectue une première saison en dents de scie, mais il garde la place dans le cinq de départ. Son entraîneur lui explique que ce choix est lié à ses qualités de joueur d'équipe, sa défense, son implication dans les tâches obscures comme la pose d'écran.
Son meilleur résultat en université se situe lors de son année de sophomore : les Huskies atteignent les quarts de finale du Tournoi NCAA.
À la sortie de l'université, il essaie de rejoindre la NBA en évoluant avec les Washington Bullets dans les camps d'été. Il échoue toutefois et il est coupé avant le premier match de la saison régulière.
Il traverse alors l'Atlantique pour évoluer en Grèce, à l'AEK Athènes puis à  Apollon Patras, En Espagne, en Turquie avec l'Efes Pilsen. Il évolue ensuite de nouveau en Espagne, en Grèce puis dans des ligues où il n'a pas encore joué : en Italie avec Aeroporti Rome et en France avec l'Élan Béarnais Pau-Orthez. Lors de ses deux saisons en France, il atteint la finale du Championnat de France, remportant le titre lors de l'édition 2003. Il remporte également la Coupe de France lors des deux saisons.
Après son passage en Béarn, il évolue une nouvelle saison en Italie avec Breil Milan avant d'évoluer depuis en Liga ACB.
Il est parfois surnommé en Europe Monsieur Double-Double pour ses statistiques autour des 17, 18 points et 10, 11 rebonds par matchs.

## Club
- ? - ? :  Wilson HS (High scool)
- 1988-1992 :  UConn Huskies NCAA
- 1992 :  Grand Rapids (CBA)
- 1992-1993 :  AEK Athènes (ESAKE)
- 1992-1993 :  Apollon Patras (ESAKE)
- 1994-1997 :  Cáceres C.B. (Liga ACB)
- 1997-1998 :  Efes Pilsen (TBL)
- 1998-1999 :  Pamesa Valencia  (Liga ACB)
- 1999-2000 :  Panionios Athènes (ESAKE)
- 2000-2001 :  Aeroporti Rome (LegA)
- 2001-2003 :  Élan Béarnais Pau-Orthez (Pro A
- 2003-2004 :  Breil Milan (LegA)
- 2004-2005 :  Unelco Tenerife (Liga ACB)[2]
- 2005-2006 :  CB Murcie (Liga ACB)[3]

## Palmarès

### Club
Compétitions internationales
- Finaliste de la Coupe Saporta 1999

Compétitions nationales
- Champion de France 2003
- Finaliste du Championnat de France 2002
- Vainqueur de la Coupe de France 2002, 2003
- Vainqueur de la Coupe de Turquie 1998
- Finaliste de la Coupe du Roi 1997